# يفغينيا سوخوروتشينكوفا
يفغينيا فياتشيسلافوفنا كوشيلنيكوفا سوخوروتشينكوفا (الروسية: Евгения Вячеславовна Кошельникова Сухорученкова, من مواليد 25 سبتمبر 1986 في ستافروبول) هي لاعب سباق ثلاثي روسية محترفة، عضو في الفريق الوطني الروسي الرئيسي، حاصلة على لقب ديواثلون، ولقب ماستير في الرياضة، بطل أوروبا ديواثلون تحت 23 وبطل العالم ديواثلون تحت 23 لعام 2009 ، و بطل النخبة الروسية أكواثلون 2011. في كأس روسيا لعام 2009 ، احتلت المركز الخامس ، وتقاسمت هذا المركز مع ناتاليا شليختنكو.